# 卡米耶·若尔当
马里·埃内蒙·卡米耶·若尔当（法語：Marie Ennemond Camille Jordan，1838年1月5日—1922年1月22日）是一个法国数学家，他以在群论中的奠基性贡献与富有影响的《分析教程》(法語：Cours d'analyse)而著名。他出生于里昂，毕业于综合理工大学校。他的职业是工程师，后来在综合理工大学校以及法兰西学院任教。他有选择古怪记号的名声。

## 成就
现在许多基本结果冠以他的名字：
- 若尔当曲线定理，复分析中要求的一个拓扑结论；
- 线性代数中的若尔当标准型以及若尔当矩阵；
- 在数学分析中，若尔当测度（或若尔当容量）是早于测度论的一个面积测度；
- 在群论中，合成列的若尔当-赫尔德定理是一个基本结论。

若尔当的工作将伽罗瓦理论引入主流起了很大作用。他也研究了马蒂厄群，第一个散在群的例子。他关于置换群的著作《代换论》(法語：Traité des substitutions)出版于1870年。

## 紀念
小行星25593（Camillejordan）与 卡米耶·若尔当機構（Institute of Camille Jordan）以他的名字命名。

## 其他
注意：不要将卡米耶·若尔当与大地测量学家威廉·约尔丹（高斯-若尔当消元法）或物理学家帕斯夸尔·约尔丹（约尔丹代数）混淆。

## 著作
- Cours d'analyse de l'École Polytechnique ; 1 Calcul différentiel（Gauthier-Villars, 1909）
- Cours d'analyse de l'École Polytechnique ; 2 Calcul intégral（Gauthier-Villars, 1909）
- Cours d'analyse de l'École Polytechnique ; 3 Équations différentielles（Gauthier-Villars, 1909）
- Mémoire sur le nombre des valeurs des fonctions（1861–1869）
- Recherches sur les polyèdres（Gauthier-Villars, 1866）
- Traité des substitutions et des équations algébriques（Gauthier-Villars, 1870）
- The collected works of Camille Jordan, published 1961–1964 in four volumes at Gauthier-Villars, Paris.